# Ychoux
Ychoux település Franciaországban, Landes megyében. Lakosainak száma 2342 fő (2022. január 1.). Ychoux Labouheyre, Liposthey, Lüe, Lugos, Parentis-en-Born, Sanguinet, Saugnacq-et-Muret és Biscarrosse községekkel határos.

## Népesség
A település népessége az elmúlt években az alábbi módon változott:
| Lakosok száma | 1072 | 1514 | 1586 | 1678 | 2166 | 2229 | 2281 | 2304 | 2323 | 2342 |
|               | 1968 | 1982 | 1990 | 2006 | 2013 | 2015 | 2017 | 2019 | 2020 | 2022 |